# Фэйрбёрн, Джим
Джеймс Эдгар Фэйрбёрн (англ. James Edgar Fairburn) (12 сентября 1927, Реджайна, Саскачеван, Канада — 28 марта 2015, Саммерленд, Британская Колумбия, Канада) — канадский хоккеист, обладатель золотой медали чемпионата мира в ФРГ (1955).
Выступал в составе нескольких североамериканских хоккейных лигах: U.S. Hockey League, Тихоокеанская хоккейная лига (Pacific Coast Hockey League) и Западная хоккейная лига, представляя, в частности, клубы: Penticton Vees, San Francisco Shamrocks, Minneapolis Millers, Portland Eagles, Victoria Cougars и New Westminster Royals,
На чемпионате мира по хоккею, проходившем в немецких городах Крефельд, Дюссельдорф, Кельн, Дортмунд (1955), в составе сборной Канада завоевал золотую медаль.
По завершении спортивной карьеры работал в компании Atco and Okanagan Manufacturing.